# Шахраманян, Рубен Тевосович
Рубен Тевосович Шахраманян (арм. Ռուբեն Թևոսի Շահրամանյան; 1 мая 1914 — ?) — советский хозяйственный, государственный и политический деятель.

## Биография
Родился в 1914 году. Член ВКП(б) с 1939 года.
С 1936 года — на хозяйственной, общественной и политической работе. В 1936—1963 гг. — директор школы, секретарь районного комитета ЛКСМ Азербайджана, секретарь комитета ЛКСМ Азербайджана Нагорно-Карабахской автономной области, секретарь, секретарь по кадрам Областного комитета КП(б) Азербайджана Нагорно-Карабахской автономной области, заместитель председателя, председатель Исполнительного комитета Нагорно-Карабахского областного Совета, член ЦК КП Азербайджана.
Избирался депутатом Верховного Совета СССР 5-го и 6-го созывов.